# Симбол вјере
Симбол вјере је изјава о заједничким вјеровањима једне вјерске заједнице у облику фиксне формуле која сажима основна начела.
Један од најчешће коришћених симбола вјере у хришћанству је Никејски симбол вјере, признат 325. године на Првом васељенском сабору. Дао је основу хришћанском схватању јеванђеља, као и осталих књига Новог завјета и у мањој мјери Старог завјета. Потврђивањем овог симбола вјере, који описује Свету Тројицу, опште прихваћен као основно учење ортодоксије за већину хришћанских деноминација. Апостолски симбол вјере, рани симбол вјере, широко је распрострањен међу црквама западне традиције. Неки хришћанске деноминације и друге групе су одбацили ауторитет тих симбола вјере. Најранији познати симбол вера у хришћанству, „Исус је Господ“, потиче из списа апостола Павла. Један од најчешће коришћених хришћанских симбола вере је Никејски симбол вере, први пут формулисан 325. године нове ере на Првом сабору у Никеји. Засновао се на хришћанском схватању канонских јеванђеља, новозаветних списа и, у мањој мери, Старог завета. Афирмација овог симбола вере, која описује Тројство, генерално се узима као фундаментални тест ортодоксије за већину хришћанских деноминација, и историјски је била усмерена против аријанства. Краћа верзија симбола вере, названа Апостолски симбол вере, данас је најчешће коришћена верзија у хришћанским службама.
Муслимани су прогласили шехадет, или свједочење: „Свједочим да нема бога осим Алаха, и свједочим да је Мухамед божји посланик”.
Питање многих полемика је то да ли јудаизам има симбол вјере. Док неки кажу да јудаизам има такву природу којој је симбол вјере непотребан, други кажу да прихвата један симбол вјере, Шема Израел, који почиње ријечима: „Чуј, Израеле: Господ Бог наш, Господ је један”.

## Јеврејска вера
Да ли је јудаизам верско симболски по карактеру или не, изазвало је контроверзе. Рабин Милтон Стајнберг је написао да је „Јудаизам по својој природи несклон формалним вероисповестима које нужно ограничавају и спутавају мисао“ и тврдио је у својој књизи „Основни јудаизам“ (1947) да „јудаизам никада није дошао до верског симбола“. Платформа стогодишњице Централне конференције америчких рабина из 1976. године, организације реформистичких рабина, слаже се да „јудаизам наглашава акцију, а не верски симбол као примарни израз религиозног живота.“
Други, међутим, карактеришу Шема Израел као вероисповестну изјаву у строгом монотеизму оличену у једној молитви: „Чуј Израеле, Господ је Бог наш, Господ је један“ (хебр. שמע ישראל אדני אלהינו אדני אחד транслитеровано Shema Yisrael Adonai Eloheinu Adonai Echad).
Значајну изјаву о јеврејским принципима вере сачинио је Мајмонид као својих 13 принципа вере.

## Хришћанство
Прво признање вере установљено у хришћанству био је Никејски символ вере од стране ране цркве 325. Успостављен је да сумира основе хришћанске вере и да заштити вернике од лажних доктрина. Разне хришћанске деноминације из протестантизма и евангеличког хришћанства објавиле су исповедање вере као основу за заједништво међу црквама исте деноминације.
Многе хришћанске деноминације нису се трудиле да буду превише исцрпне у свом исповедању вере и на тај начин допуштају различита мишљења о неким споредним темама. Поред тога, неке цркве су отворене да ревидирају своје исповедање вере када је то потребно. Штавише, баптистичка „исповедања вере“ често имају клаузулу попут ове из Првог лондонског баптистичког исповедања (ревидирано издање, 1646):
Такође признајемо да сада знамо само делимично и да смо у незнању о многим стварима које желимо и настојимо да сазнамо; и ако нам неко учини ту пријатељску част да нам покаже из Речи Божије да не видимо, имаћемо разлога да будемо захвални Богу и њима.

### Изопштење
Изопштење је пракса Библије да искључи чланове који не поштују исповедање вере цркве и не желе да се покају. То практикују све хришћанске деноминације и има за циљ да заштите од последица учења јеретика и апостасије.

### Хришћани без симбола вере
Неке хришћанске деноминације не исповедају симбол вере. Овај став се често назива „некредализмом“. Верско друштво пријатеља, познато и као квекери, сматра да немају потребу за вероисповесним формулацијама вере. Црква браће и друге цркве данкера такође не заступају никакву вероисповест, позивајући се на Нови завет као своје „правило вере и праксе“. Јеховини сведоци упоређују „памћење или понављање вероисповести“ са глумом да се „чини оно што је Исус рекао”. Унитаристички универзалисти немају заједничке симболе вере.
Сличне резервације у погледу употребе вероисповести могу се наћи у Покрету рестаурације и његовим потомцима, Хришћанској цркви (Христови ученици), Христовим црквама и Хришћанским црквама и црквама Христовим. Рестауратористи исповедају да „нема вере осим Христа“.

### Хришћанска исповедања вере
Протестантске деноминације се обично повезују са исповестима вере, које су сличне вероисповестима, али су обично дуже.
- Шездесет седам чланака швајцарских реформатора, које је саставио Цвингли 1523;
- Шлајтајмско признање анабаптистичке швајцарске браће 1527;
- Аугзбуршка конфесија из 1530. године, дело Мартина Лутера и Филипа Меланхтона, којa је означилa раскид са Римом;
- Тетраполитско исповедање немачке реформисане цркве, 1530;
- Шмалкалдови чланци Мартина Лутера, 1537
- Гуанабарско исповедање вере, 1558;
- Галско исповедање, 1559;
- Шкотско исповедање, које је саставио Џон Нокс 1560;
- Белгијско признање[21] које је саставио Гвидо де Бре[22] 1561;
- Тридесет девет чланака Енглеске цркве из 1562. године;
- Формула сагласности и њен епитом 1577;
- Ирски чланци из 1615;[23]
- Ремонстрантска исповест 1621;
- Баптистичко исповедање вере 1644. (које су подржали реформисани баптисти)
- Вестминстерско исповедање вере из 1647. било је дело Вестминстерске скупштине богова и препоручено је Презбитеријанским црквама свих народа који говоре енглески, а такође и на другим језицима.
- Савојска декларација[24] из 1658. године, која је била модификација Вестминстерске конфесије да би се усагласило са конгрегационалистичком политиком;
- Стандардно исповедање 1660. (које су подржали генерални баптисти);[25]
- Православни символ вере 1678. (који су подржали генерални баптисти);[25]
- Баптистичко исповедање 1689. (које су подржали реформисани баптисти);
- Исповедање вере калвинистичких методиста (презбитеријанаца) Велса[26] из 1823;
- Квадрилатерала Чикаго-Ламбетске англиканске заједнице 1870. године;
- Изјаве о основним истинама Божје скупштине из 1916; и
- Исповедање вере уједињене методистичке цркве, усвојено 1968. године

### Контроверзе
У швајцарским реформисаним црквама средином 19. века дошло је до свађе око апостолског симбола вере. Као резултат тога, већина кантонских реформисаних цркава престала је да прописује било који посебни симбол вере.
Године 2005, бискуп Џон Шелби Спонг, пензионисани епископални бискуп Њуарка, написао је да су догме и симболи вере само „етапа у нашем развоју“ и „део нашег религиозног детињства“. У својој књизи Греси Светог писма Спонг је написао да „изгледа да је Исус разумео да нико коначно не може да уклопи светог Бога у своје симболе вере или доктрине. То је идолопоклонство.“

## Исламска вера
У исламској теологији, термин који највише одговара „симболу вере“ је акидах (عقيدة). Прва таква вера је написана као „кратак одговор на хитне јереси тог времена“ позната је као Ал-Фикх Ал-Акбар и приписана је Абу Ханифи. Две добро познате вероисповести биле су Фикх Акбар II „представник” ал-Ашарија и Фикх Акбар III, „представник” Еш-Шафија.